# Forcipiger
A Forcipiger a sügéralakúak (Perciformes) rendjébe és a sörtefogúfélék (Chaetodontidae) családjába sorolt halnem.

## Az ide tartozó fajok
Ebbe a hal nembe három faj tartozik:
- Forcipiger flavissimus D. S. Jordan & E. A. McGregor, 1898 (Aranysárga csipeszhal)
- Forcipiger longirostris (Broussonet, 1782)
- Forcipiger wanai G. R. Allen, Erdmann & Sbrocco, 2012[1]